# نورث فمبریج
نورث فمبریج (به انگلیسی: North Fambridge) یک روستا و محله مدنی در بریتانیا است که در مالدون واقع شده‌است. نورث فمبریج ۸۳۵ نفر جمعیت دارد.